# Роторний випарювач

Схема роторного випарювача

Ро́торний випа́рювач — лабораторний прилад, що використовується для швидкого осушення розчинів шляхом дистиляції розчинника при низькому тиску.

## Принцип дії
Колба із розчином, що потрібно осушити (А) під'єднується до прилада та занурюється у нагрівальну баню (B). Далі роторний двигун (С) починає обертати колбу; під час цього вакуумний насос понижує тиск всередині приладу. Пари розчинника, що випаровуються з колби А конденсуються на холодильнику (F), після чого він у вигляді рідини стікає у колбу-приймач (G).